# Sylvicola boraceae
Sylvicola boraceae är en tvåvingeart som först beskrevs av Lane och Andretta 1958.  Sylvicola boraceae ingår i släktet Sylvicola och familjen fönstermyggor. Inga underarter finns listade i Catalogue of Life.